# Лызлово (Одинцовский городской округ)
Лы́злово — деревня в Московской области, Россия. Входит в состав Одинцовского городского округа.
Население 17 человек на 2006 год, в деревне числится 1 улица — Речная.
Деревня расположена в северо-восточной части района, примерно в 7 км к северо-западу от Одинцово, в полукилометре южнее деревни Большое Сареево, на крутом правом берегу реки Медвенка, высота центра над уровнем моря 173 м

## История
Считается, что село, как вотчина Лызловых, существовало с XIV века, но было разорено и опустело в Смутное время. В исторических документах деревня встречается в описании 1646 года, как ближняя вотчина Дементия Васильевича Кафтырева (только двор вотчинника с четырьмя холопами). По ревизии 1796 года в Лызлово 8 дворов, 23 мужчины и 26 женщин, на 1852 год числилось 9 дворов, 35 душ мужского пола и 36 — женского, в 1890 году — 69 человек. По данным 1923 года числилось 23 хозяйства и 124 жителя, по переписи 1989 года — 17 хозяйств и 19 жителей.

### Современность
С 1994 по 2006 года Лызлово входила в состав Горского сельского округа.
С 2006 года по 2019 года входила в состав сельского поселения Горское.
В 2019 году Сельское поселение Горское было расформировано, все населённые пункты, входящие в него, вошли в состав Одинцовского городского округа.

## Население
| 2002 | 2006 | 2010 |
| ---- | ---- | ---- |
| 28   | ↘17  | ↗80  |